# 다우닝가

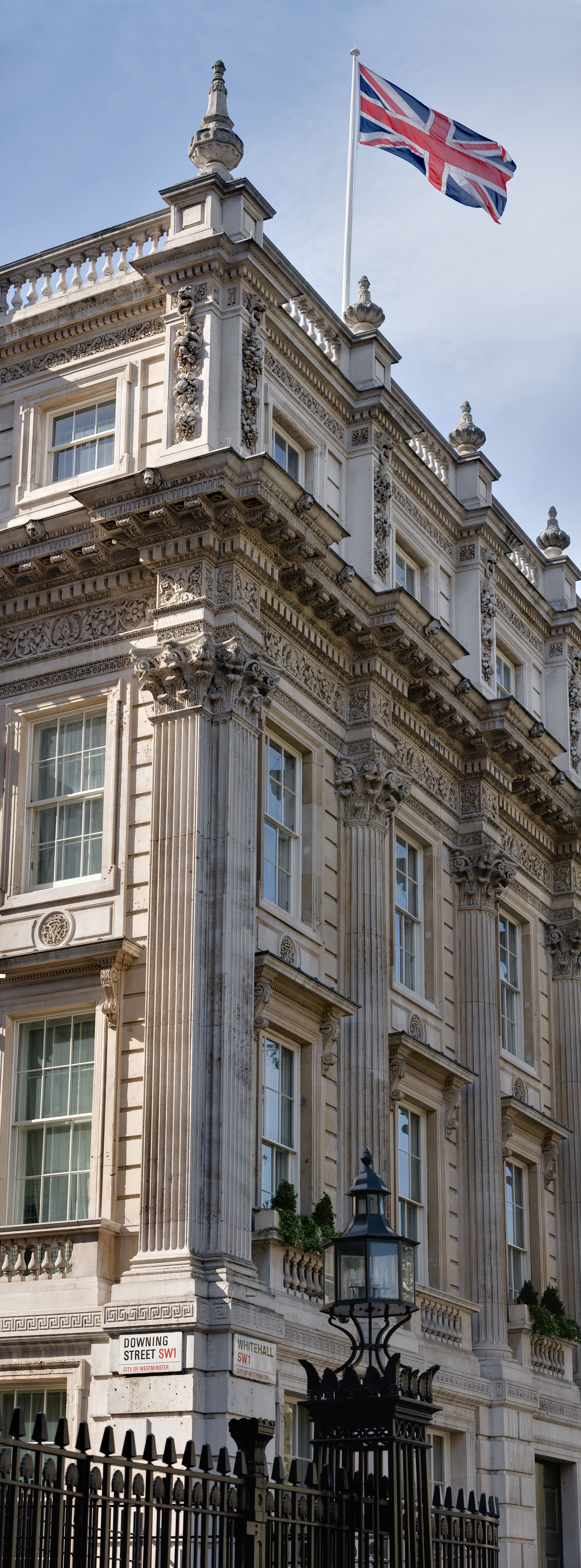
다우닝 가와 화이트홀 (2008년)

다우닝 가 (Downing Street)는 영국 잉글랜드 런던의 거리로, 영국 내각의 최고 수석장관 두 명이 공식 거주하는 저택이 300년 넘게 자리해 있는 거리기도 하다. 그 두 장관은 제1대장경과 제2대장경으로, 전자는 영국 총리(Prime Minister of the United Kingdom)를 일컫는 말이며 후자는 영국 재무장관(Chancellor of the Exchequer)이 맡는 자리다. 영국 총리의 공식 저택은 다우닝가 10번지이며 재무부장관의 공식 저택은 바로 옆집인 11번지다. 정부 여당의 최고 원내대표 역시 같은 거리의 12번지가 공식 거주지지만 현임 최고 원내대표는 9번지에 머무르고 있다.
다우닝 가는 센트럴런던 화이트홀 내에 있으며 영국 국회의사당과는 몇 분 거리에, 버킹엄 궁전과는 그보다 약간 더 떨어진 지점에 자리해 있다. 다우닝 가는 1680년대 조지 다우닝 경이 자신이 사는 햄든하우스 대저택 자리에 조성했다. 19세기에 이르러 거리 남쪽 면에 있던 집들을 철거하고 그 자리에 정부청사가 세워졌는데 지금은 외무영연방부가 사용하는 건물이다. 한편 '다우닝 가'라는 말은 영국 정부를 에둘러 비유할 때 쓰이기도 한다.

## 다우닝 가에 자리한 건물

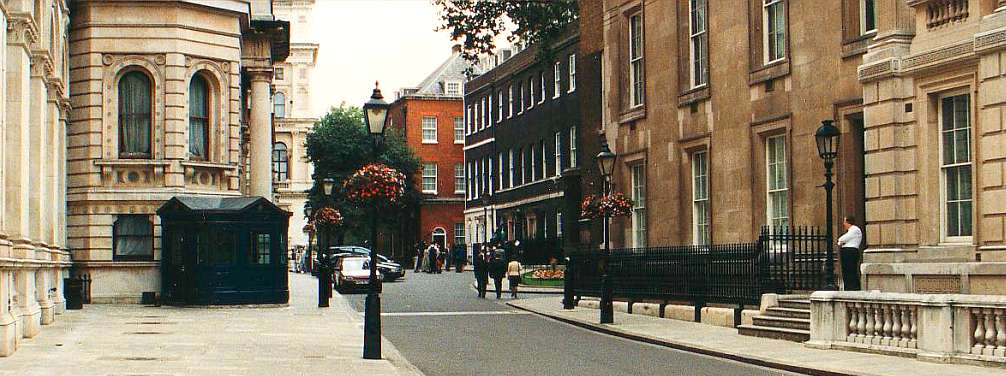
서쪽으로 바라본 다우닝 가의 모습. 바로 왼편의 건물은 영국 외교영연방부 청사이며, 붉은색 건물은 12번지, 검은 건물은 11번지와 10번지 (좀 더 가까운 쪽, 살짝 가려져 있음)이며, 바로 오른편의 건물은 내각부 청사의 배리 동으로 화이트홀 쪽에 정면을 두고 있다.

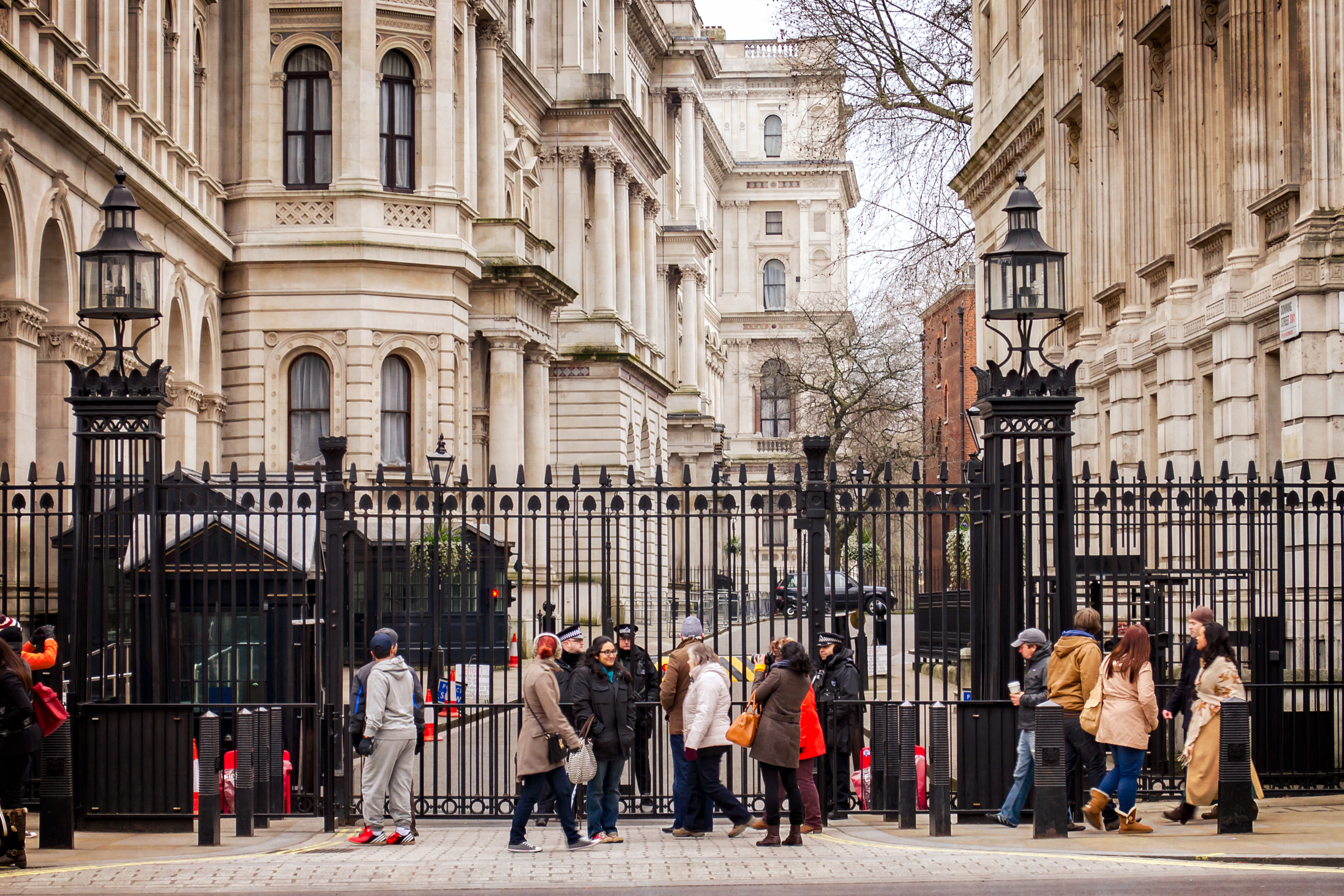
다우닝 가

- 다우닝가 9번지: 2001년 명명되었으며 추밀원사무처 청사의 다우닝 가 방향 입구와 최고원내총무 관저가 자리해 있다. 예전에는 10번지의 일부였다.
- 다우닝가 10번지: 제1대장경 겸 영국 총리의 공식 관저다. 원래는 각기 다른 직책이지만 1720년부터는 예외 없이 두 직책이 한 사람에게 모두 부여되고 있다. 1735년부터 관저 역할을 맡고 있는 건물.
- 다우닝가 11번지: 제2대장경 겸 영국 재무장관의 공식 관저이다. 1828년부터 관저 역할을 하고 있다.
- 다우닝가 12번지: 최고원내총무의 옛 관저로 지금은 영국 수상의 언론기자실, 전략소통부, 정보연구부가 자리한 곳이다. 1820년대에는 법무감 관저였으나 그때까지만 해도 개인 소유였다. 1863년 동인도 회사에서 매입하면서 정부 관할에 들어갔고 상무원의 해양철도부가 자리했다. 원래는 13번지였으나 1876년 14번지 건물이 철거됨에 따라 건물 일부를 다시 지었고 지금의 12번지로 바뀌었다. 1879년에는 화재로 큰 피해를 입었고 이후에도 여러 차례 변화를 겪었다.
- 다우닝가 14번지: 옛날에는 이 건물이 다우닝 가의 서쪽 끝을 막고 있었다. 1798년 국왕의 소유로 들어갔으며 19세기에는 육군부와 식민지부 청사가 자리해 있었다. 1860년대에 건물 일부가 철거되었고 1876년에 완전히 자취를 감췄다.
- 다우닝가 15-16번지: 철거된 지 오래된 옛 건물로, 옛날 외교부 청사가 자리한 곳이었다. 당시 외교성은 다우닝 가 남쪽에도 청사 두 곳을 두고 있었다.
- 다우닝가 18번지: 식민지부 서인도부 청사가 자리했던 옛 건물.
- 다우닝가 20번지: 십일조위원회 (Tithe Commission)가 자리했던 옛 건물.